# PUZZLE／Revive
《PUZZLE／Revive》是日本歌手倉木麻衣的第三十一張單曲，於2009年4月1日發行。

## 簡介
- 自「綻放夢想的春天／You and Music and Dream」約一年後的雙A面單曲。
- 本作以「PUZZLE／Revive」與「Revive／PUZZLE」互換，兩種不同曲順，不同特典，又分為初回盤與通常盤兩種銷售方式，合共四種方式。
- 「PUZZLE／Revive」初回通常共同特典為「名偵探柯南」圖卡A，初回限定特典則為PHOTO 翻轉拼圖A。
- 「Revive／PUZZLE」初回通常共同特典為「名偵探柯南」圖卡B，初回限定特典則為PHOTO 翻轉拼圖B。
- 「Revive」再度成為動畫《名偵探柯南》主題歌，而「PUZZLE」則成為其電影版《名偵探柯南：漆黑的追跡者》的主題歌。
- 「PUZZLE」其後收錄於精選輯「ALL MY BEST」，而「Revive」則收錄於專輯「FUTURE KISS」。
- 初動銷量2.9萬，累積銷量4.8萬，較前作回升。

## 曲目
「PUZZLE／Revive 」
1. PUZZLE
  - 作詞：倉木麻衣　作曲：望月由繪&平賀貴大　編曲：小澤正澄

劇場版「名侦探柯南 漆黑的追迹者」主題歌
2. Revive
  - 作詞：倉木麻衣　作曲：大野愛果　編曲：Miguel Sa Pessoa

動畫「名偵探柯南」片頭歌
3. The ROSE 〜melody in the sky〜 "Live Rehearsal Session" 
初回限定盤收錄
4. PUZZLE -instrumental-
5. Revive -instrumental-

「Revive／PUZZLE」
1. Revive
  - 作詞：倉木麻衣　作曲：大野愛果　編曲：Miguel Sa Pessoa

動畫「名偵探柯南」片頭歌
2. PUZZLE
  - 作詞：倉木麻衣　作曲：望月由繪&平賀貴大　編曲：小澤正澄

劇場版「名侦探柯南 漆黑的追迹者」主題歌
3. The ROSE 〜melody in the sky〜 "Live Rehearsal Session" 
初回限定盤收錄
4. Revive -instrumental-
5. PUZZLE -instrumental-

## 銷售
| 發售日期      | 排行榜                       | 最高排名 | 總銷量 | 上榜週數 |
| ------------- | ---------------------------- | -------- | ------ | -------- |
| April 1, 2009 | Oricon Daily Singles Chart   | #1       |        | 12 weeks |
| April 1, 2009 | Oricon Weekly Singles Chart  | #3       |        | 12 weeks |
| April 1, 2009 | Oricon Monthly Singles Chart | #13      |        | 12 weeks |
| April 1, 2009 | Oricon Yearly Singles Chart  | #134     | 48,328 | 12 weeks |

| 动画《名侦探柯南》片头曲 2009年1月19日 - 2009年3月16日  |                     |                                    |
| 前作: Naifu 《Mysterious》                              | 倉木麻衣 《Revive》 | 次作: BREAKERZ 《Everlasting Luv》 |
| 剧场版 名侦探柯南 主题曲 2009年 名侦探柯南 漆黑的追迹者 |                     |                                    |
| 前作: ZARD 《展开双翼》                                 | 倉木麻衣 《PUZZLE》 | 次作: GARNET CROW 《Over Drive》   |